# Kersztinja vára
Kersztinja vára (horvátul: Grad Krstinja), várrom Horvátországban, a Vojnićhoz tartozó Krstinja területén.

## Fekvése
A falu északi végénél nyugatra emelkedő 255 méteres magaslaton találhatók csekély maradványai.

## Története
Kersztinja várát 1334-ben említik először, első ismert birtokosa a Ladihović nembeli Juraj Sanković volt. 1504-ben a várat és uradalmát a cetini Frangepán Kristóf vásárolta meg, aki 1543-ig meg is tartotta. Ekkor a Frangepánok másik, szluini ágának uralma alá került. Valószínűleg ekkor épült a lakótorony, melynek maradványa ma is látható. A vár 1572-ben a katonai határőrvidék igazgatása alá került, de 1585-ben elfoglalta a török és csak 1699-ben sikerült visszafoglalni. Nem tudni, hogy ekkor rongálódott-e meg, de 1701-ben a korabeli leírások szerint már romos állapotban volt.

## A vár mai állapota
Kersztinja várának romjai a falutól nyugatra található magaslaton állnak. A vár magja a hengeres lakótorony volt, az ezt övező falat három félkör alakú toronnyal és egy kaputoronnyal erősítettek meg. A külső vár falát ugyancsak egy félköríves torony erősítette. Mára a lakótorony kétharmada és a várfalak csekély részei maradtak fenn az egykori várárok nyomaival. A lakótorony megmaradt része még több emeletnyi magasságban áll. A vár területét sűrű növényzet borítja.